# Innere Revolutionäre Organisation
Innere Revolutionäre Organisation, kurz IRO, (bulgarisch Вътрешна революционна организация) war eine im 19. Jahrhundert bestehende Untergrundorganisation der Bulgaren innerhalb des Osmanischen Reiches. Die Ziele wurden in der 1871 von Wassil Lewski verfassten Satzung festgehalten. Dabei sollte Bulgarien aus der feudal-monarchischen osmanischen Herrschaft durch eine großangelegte Revolution befreit und eine demokratische Republik mit gleichen Rechte für alle, unabhängig ihrer ethnischen und religiösen Zugehörigkeit sowie die Garantie dieser, geschaffen werden.

## Geschichte

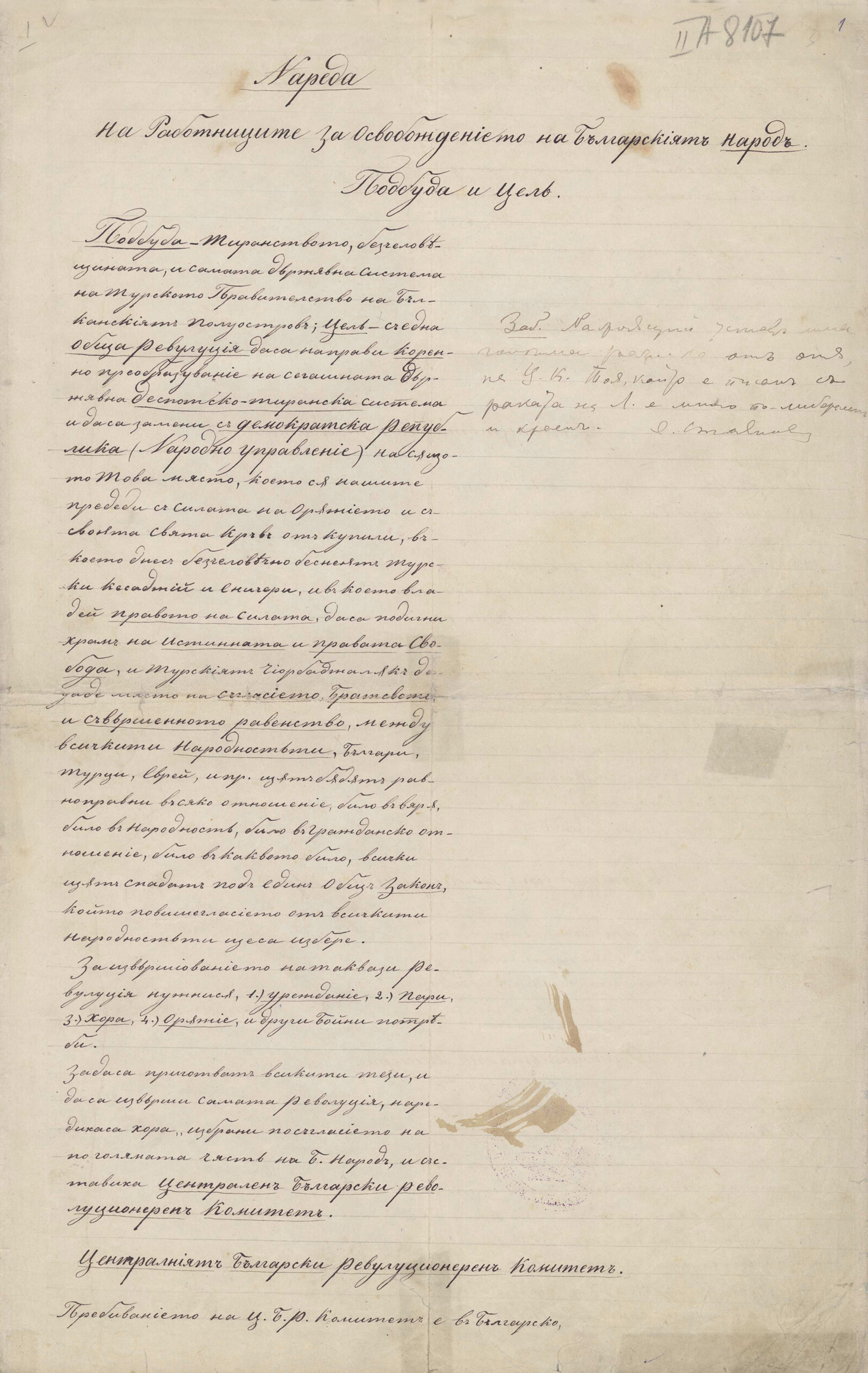
Satzung, verfasst 1871 von Wassil Lewski

Bulgarien war am Ende des 14. Jahrhunderts unter die Herrschaft des Osmanischen Reiches geraten. Die Unabhängigkeitsbewegung („Nationale Wiedergeburt“) verstärkte sich besonders im 19. Jahrhundert. Zunächst hatten bulgarische Revolutionäre versucht im Ausland (Serbien, Rumänien) Kampfgruppen (sog. Tscheti) aufzustellen. Doch deren Einfälle hatten zu keinem Erfolg, dafür größeren osmanischen Repressalien geführt. Wassil Lewski kam zu dem Schluss, dass eine umfassende Befreiungsbewegung im Inneren des Landes durchgeführt werden müsse. Er griff dabei auf die Ideen von Georgi Rakowski zurück.
Lewski bereiste das Land 1868/69 und baute in Verbindung mit der Bulgarischen Gesellschaft und der Gruppe „Junges Bulgarien“ erste revolutionäre Komitees auf und erließ Proklamationen. Im Oktober 1869 entstand in Bukarest mit dem „Bulgarischen Revolutionären Zentralen Komitee“ (BRZK) die spätere Leitung der Untergrundbewegung. Nachdem in den Jahren 1870 und 1871 weitere revolutionäre Komitees (insgesamt ca. 200) gegründet und diese untereinander vernetzt worden waren, wurde von der Gesamtorganisation schließlich als „Innerer Revolutionärer Organisation“ (IRO) gesprochen.
In Lowetsch entstand ein Hauptquartier, das bei einem Aufstand auch die Funktion einer provisorischen Regierung übernehmen sollte. Die Organisation unterlag strengster Disziplin und Geheimhaltung. Lewski baute neben den Komitees noch eine geheime Post und Miliz (→ Komitadschi) auf, aber auch eine Geheimpolizei, deren Aufgabe es war, die Zuverlässigkeit der Mitglieder zu überprüfen und Infiltrationen durch den osmanischen Geheimdienst zu verhindern. Lewski führte Pseudonyme für die Funktionäre und Ortschaften ein. Die Hauptaufgabe der Komitees bestand jedoch in der militärischen Vorbereitung und der Beschaffung von Finanzmitteln. Die IRO war, nicht zuletzt wegen ihrer Zielsetzung, eine vorwiegend aus Personen des Bürgertums bestehende Organisation. Nicht wenige ihrer Mitglieder bezeichneten ihren Beruf als Kaufleute, aber auch viele Vertreter des Kleinbürgertums wie beispielsweise Handwerker, Kirchenpersonal niederen Ranges (einfache Priester) und vor allem Lehrer. Die Leitung des BRZK übernahm Petko Karawelow, während Lewski als Bevollmächtigter in Bulgarien selbst wirkte.
Im Mai 1872 überfielen Angehörige der IRO ohne Befehl am Arabakonak-Pass einen osmanischen Geldtransport und wurden daraufhin verhaftet. Durch ihre wahrscheinlich durch Folter erlangten Aussagen gelangten die Osmanen an wichtige Informationen zu den revolutionären Organisationen in Bulgarien. Das BRZK verlangte den sofortigen Volksaufstand, doch Lewski zögerte, weil er noch nicht an einen Erfolg glaubte. Im Dezember 1872 wurde er verhaftet und schließlich im Februar 1873 hingerichtet. Nach dem Tode Lewskis organisierten IRO und BRZK den Stara-Sagora-Aufstand (1875) und den Aprilaufstand (1876). Beide scheiterten jedoch und erst der Russisch-Osmanische Krieg (1877–1878) brachte Bulgarien die Unabhängigkeit.

## Weitere Organisationen
Unter dem Vorbild der IRO wurden weitere Organisationen gegründet, die analoge Namen hatten:
- BGZRK – Bulgarisches Geheimes Revolutionäres Zentralkomitee (bulg. „Български таен централен революционен комитет“-БТЦРК), aktiv in Ostrumelien im Jahre 1885
- BMARK – Bulgarische Makedonisch-Adrianopeler Revolutionäre Komitees, aktiv in Makedonien und Ostthrakien in 1893
  - GMARK – Geheime Makedonisch-Adrianopeler Revolutionäre Komitees, aktiv in Makedonien und Ostthrakien und führte den Ilinden-Preobraschenie-Aufstand durch, Umbenennung der BMARK im Jahre 1902
  - IMARO – Innere Makedonisch-Adrianopeler Revolutionäre Organisation, Umbenennung der GMARK (1905), aktiv in Makedonien und Ostthrakien
  - ab 1919 Abspaltung in
    - IMRO – Innere Makedonische Revolutionäre Organisation, weitere Umbenennung der BMARK, aktiv im griechischen und jugoslawischen Makedonien von 1919 bis 1941 und
    - ITRO – Innere Thrakische Revolutionäre Organisation, aktiv in Westthrakien, von 1922 bis 1934
- IDRO – Innere Dobrudschaner Revolutionäre Organisation, aktiv in Dobrudscha von 1923 bis 1940
- IWRRO – Innere West-Randgebiete Revolutionäre Organisation, aktiv in den ehemaligen bulgarischen Westgebieten von 1921 bis 1941